# Giro de Lombardía 2015
La 109.ª edición del Giro de Lombardía fue una carrera ciclista que se disputó el 4 de octubre de 2015 con un recorrido 245 kilómetros entre Bérgamo y Como. Fue la última carrera del UCI WorldTour 2015.
La clásica de otoño partió desde la ciudad de Bérgamo pasando por las llanuras de la provincia de Lombardía como Val Camonica, Monza y Brianza antes de llegar a Casazza, y el inicio de la primera subida al Colle Gallo (763 m), luego un descenso rápido condujo de vuelta a Bérgamo donde la ruta atravesó por carreteras planas a través de la región de Brianza para coger nuevamente hacia el Colle Brianza (533 m) y descender hacia la población de Pescate, luego la ruta se dirigió a Valmadrera y Oggiono en dirección a Bellagio, donde comenzó el nuevo ascenso hacia Madonna del Ghisallo (754 m) sobre el kilómetro 64 en la provincia de Como, en la región de Lombardia.
Después de un primer paso por la ciudad de Como, se inició un bucle con una serie de subidas donde los corredores enfrentaron el Muro di Sormano (1124 m) como la sección más dura de toda la carrera con un gradiente del 15 %, después de la segunda zona de alimentación, la ruta se dirigió hacia la dura subida al Civiglio (614 m), luego de un rápido descenso a través de Como hacia el fondo del valle, el camino fue subir hacia la ascensión final de San Fermo della Battaglia (397 m) sobre la ciudad de Como con una pendiente de casi el 7 %, en una carretera estrecha y llena de trampas, a sólo 5 km de la meta.
Un rápido descenso llevó a los ciclistas por toda la zona urbana de Como para enfrentarse a los últimos kilómetros entre túneles y rotondas que les llevaron hasta la meta.
La victoria fue para el corredor italiano Vincenzo Nibali (Astana) quien superó a Daniel Moreno (Katusha) y Thibaut Pinot (FDJ).

## Equipos participantes
Tomaron parte en la carrera 25 equipos: los 17 de categoría UCI ProTeam (al ser obligada su participación); más 8 de categoría Profesional Continental mediante invitación de la organización (el Androni Giocattoli, Bardiani CSF, Bora-Argon 18, CCC Sprandi Polkowice, Colombia, Nippo-Vini Fantini, Southeast y el UnitedHealthcare). Los equipos fueron integrados por 8 corredores, formando así un pelotón de 200 ciclistas.
| WorldTeams (17)- AG2R La Mondiale - Astana - BMC Racing Team - Etixx-Quick Step - FDJ - IAM Cycling - Lampre-Merida - Lotto-Soudal - Movistar Team - Orica-GreenEDGE - Cannondale-Garmin - Giant-Alpecin - Katusha - Lotto NL-Jumbo - Sky - Tinkoff-Saxo - Trek Factory Racing Equipos continentales profesionales (8)- Androni Giocattoli-Sidermec - Bardiani CSF - Bora-Argon 18 - CCC Sprandi Polkowice - Colombia - Nippo-Vini Fantini - Southeast - UnitedHealthcare |
| |

## Clasificación final
Las clasificaciones finalizaron de la siguiente forma:
| \| Clasificación general \| Clasificación general \| Clasificación general \| Clasificación general \| Clasificación general \| \| Ciclista \| Ciclista \| Equipo \| Tiempo \| \| \| --------------------- \| --------------------- \| --------------------- \| --------------------- \| --------------------- \| \| 1.º \| Vincenzo Nibali \| Astana \| 6 h 16 min 28 s \| \| \| 2.º \| Dani Moreno \| Katusha \| + 21 s \| \| \| 3.º \| Thibaut Pinot \| FDJ \| + 32 s \| \| \| 4.º \| Alejandro Valverde \| Movistar Team \| + 46 s \| \| \| 5.º \| Diego Rosa \| Astana \| + 46 s \| \| \| 6.º \| Mikel Nieve \| Team Sky \| + 46 s \| \| \| 7.º \| Tony Gallopin \| Lotto-Soudal \| + 56 s \| \| \| 8.º \| Esteban Chaves \| Orica-GreenEDGE \| + 56 s \| \| \| 9.º \| Sergio Luis Henao \| Team Sky \| + 56 s \| \| \| 10.º \| Gianluca Brambilla \| Etixx-Quick Step \| + 1 min 10 s \| \| \| 11.º \| Robert Gesink \| LottoNL-Jumbo \| + 3 min 06 s \| \| \| 12.º \| Wout Poels \| Team Sky \| + 4 min 10 s \| \| \| 13.º \| Tom Slagter \| Cannondale-Garmin \| + 4 min 23 s \| \| \| 14.º \| Cesare Benedetti \| Bora-Argon 18 \| + 4 min 23 s \| \| \| 15.º \| Alexis Vuillermoz \| AG2R La Mondiale \| + 4 min 23 s \| \| \| 16.º \| Carlos Verona \| Etixx-Quick Step \| + 4 min 23 s \| \| \| 17.º \| Romain Bardet \| AG2R La Mondiale \| + 4 min 25 s \| \| \| 18.º \| Simon Yates \| Orica-GreenEDGE \| + 4 min 25 s \| \| \| 19.º \| Domenico Pozzovivo \| AG2R La Mondiale \| + 4 min 58 s \| \| \| 20.º \| Warren Barguil \| Giant-Alpecin \| + 4 min 58 s \| \| |                    |                   |                 |
| |                    |                   |                 |
| Fuente: ProCyclingStats |                    |                   |                 |
| Clasificación general |                    |                   |                 |
| Ciclista | Ciclista           | Equipo            | Tiempo          |
| 1.º | Vincenzo Nibali    | Astana            | 6 h 16 min 28 s |
| 2.º | Dani Moreno        | Katusha           | + 21 s          |
| 3.º | Thibaut Pinot      | FDJ               | + 32 s          |
| 4.º | Alejandro Valverde | Movistar Team     | + 46 s          |
| 5.º | Diego Rosa         | Astana            | + 46 s          |
| 6.º | Mikel Nieve        | Team Sky          | + 46 s          |
| 7.º | Tony Gallopin      | Lotto-Soudal      | + 56 s          |
| 8.º | Esteban Chaves     | Orica-GreenEDGE   | + 56 s          |
| 9.º | Sergio Luis Henao  | Team Sky          | + 56 s          |
| 10.º | Gianluca Brambilla | Etixx-Quick Step  | + 1 min 10 s    |
| 11.º | Robert Gesink      | LottoNL-Jumbo     | + 3 min 06 s    |
| 12.º | Wout Poels         | Team Sky          | + 4 min 10 s    |
| 13.º | Tom Slagter        | Cannondale-Garmin | + 4 min 23 s    |
| 14.º | Cesare Benedetti   | Bora-Argon 18     | + 4 min 23 s    |
| 15.º | Alexis Vuillermoz  | AG2R La Mondiale  | + 4 min 23 s    |
| 16.º | Carlos Verona      | Etixx-Quick Step  | + 4 min 23 s    |
| 17.º | Romain Bardet      | AG2R La Mondiale  | + 4 min 25 s    |
| 18.º | Simon Yates        | Orica-GreenEDGE   | + 4 min 25 s    |
| 19.º | Domenico Pozzovivo | AG2R La Mondiale  | + 4 min 58 s    |
| 20.º | Warren Barguil     | Giant-Alpecin     | + 4 min 58 s    |